# خالد البابا
خالد منصور البابا.
هو لاعب كرة قدم سوري في نادي الطليعة ويلعب مدافع ضمن تشكيلة الفريق .

## روابط خارجية
- خالد البابا على موقع ناشيونال فوتبول تيمز (الإنجليزية)
- خالد البابا على موقع كووورة